# Hot to Trot
Hot to Trot es una película estadounidense de 1988 dirigida por Michael Dinner y protagonizada por Bobcat Goldthwait, Virginia Madsen, Jim Metzler, Dabney Coleman y la voz de John Candy. Narra la historia de un corredor de bolsa que se asocia con un caballo parlante que le ayuda a manejar sus inversiones.

## Sinopsis
Fred Chaney (Goldthwait) hereda de su madre muerta un caballo de dientes de oro llamado Don y la mitad de una firma de corretaje de acciones. Descubre que Don es un caballo parlante que perteneció a su difunto padre. Sin saber muy bien qué hacer con su herencia, Chaney recurre al caballo para que lo aconseje y lo ayude a manejar su inversión.

## Reparto
- Bobcat Goldthwait es Fred P. Chaney
- John Candy es Don el caballo (voz).
- Dabney Coleman es Walter Sawyer.
- Virginia Madsen es Allison Rowe.
- Cindy Pickett es Victoria Peyton.
- Jim Metzler es Boyd Osborne.
- Tim Kazurinsky es Leonard.
- Barbara Whinnery es Denise.
- Mary Gross es la señora French.
- Liz Torres es Bea.
- Burgess Meredith es el padre de Don.